# American Journal of Philology
American Journal of Philology o AJP es una revista fundada por el experto en arte y cultura clásica Basil Lanneau Gildersleeve en 1880 y publicada por la Johns Hopkins University Press. Se publica de forma trimestral y cubre el campo de la filología y áreas relacionadas de la literatura clásica, la lingüística, la historia, la filosofía y los estudios culturales, presentando artículos de investigación y reseñas de libros. En 2003, la revista recibió el premio «Best Single Issue of a Journal» de la división editorial profesional y académica de la Association of American Publishers. El actual redactor jefe es Joseph Farrell, de la  Universidad de Pensilvania.

## Métricas de revista
2024
- Web of Science Group : N.D.
- Índice h de Google Scholar: 24
- Scopus: 0.28